# Classe Charlemagne
La classe Charlemagne fu una classe di corazzate pluricalibro francesi costituita da 3 unità, varate nel 1895-96, caratterizzate da un armamento innovativo per la Marina francese, ovvero basato su 2 torri di cannoni binate a prua e a poppa. Nel marzo 1903 la Charlemagne entrò in collisione con la sorella Gaulois (la terza era la Saint Louis), ma ne uscì indenne. La Charlemagne partecipò anche alle operazioni al largo di Salonicco e dei Dardanelli, dove fu danneggiata dal fuoco delle batterie costiere. Reimmessa in servizio dopo le riparazioni, partecipò alla prima guerra mondiale con il compito di scortare i convogli nel Mediterraneo. Messa in disarmo il 1º novembre 1917, fu radiata il 21 giugno 1920 e demolita subito dopo.

## Unità
| Nome        | Cantiere            | Impostazione   | Varo             | Entrata in servizio | Destino finale                                                                 |
| ----------- | ------------------- | -------------- | ---------------- | ------------------- | ------------------------------------------------------------------------------ |
| Charlemagne | Arsenale di Brest   | 2 agosto 1894  | 17 ottobre 1895  | 12 settembre 1899   | In disarmo nel 1917, radiata e demolita nel 1920                               |
| Gaulois     | Arsenale di Brest   | 6 gennaio 1896 | 6 ottobre 1896   | 15 gennaio 1899     | Silurata il 27 dicembre 1916 dall'UB-47                                        |
| Saint-Louis | Arsenale di Lorient | 27 marzo 1895  | 2 settembre 1896 | 1º settembre 1900   | Radiata nel 1920 e adibita a pontone-caserma, venduta per demolizione nel 1932 |